# Obywatel G.C.
Obywatel G.C. — польская супергруппа рок-музыканта Гжегожа Цеховского, существовавшая в 1986—1992 годах. Образована после распада его предыдущей группы Republika и начала сольной карьеры Цеховского. Постоянных участников группы не было, за исключением самого Цеховского, который приглашал в группу выдающихся рок- и джаз-музыкантов. В частности, в группе выступали в разное время Ян Борысевич, Войцех Кароляк, Кшиштоф Сьцераньский и Хосе Торрес. Группа выпустила четыре студийных альбома и один EP-альбом, а также серию синглов. В частности, виниловая пластинка Tak! Tak! была распродана тиражом более 300 тысяч копий, получив статус «золотой». Группа распалась в 1992 году, когда Цеховский вернулся в группу Republika.

## Дискография

### Студийные альбомы
- 1986 — Obywatel G.C.[пол.], Tonpress[пол.]
- 1988 — Tak! Tak![пол.], Polskie Nagrania[пол.]
- 1989 — Stan strachu[пол.] (альбом к фильму Януша Кийовского[пол.] «Состояние страха[пол.]»), Polskie Nagrania[пол.]
- 1992 — Obywatel świata[пол.] (альбом к фильму «Гражданин мира[пол.]»), Arston[пол.]

### Сборники
- 1993 — Selekcja[пол.], Sonic — золотой[2]
- 2007 — Gwiazdy polskiej muzyki lat 80.[пол.], TMM Polska / Planeta Marketing

### EP
- 1989 — Citizen G.C.[пол.] (EP), ZPR Records

### Боксы
- 2004 — Kolekcja[пол.], Pomaton EMI[пол.] — сборник девяти альбомов группы Obywatel G.C.

### Синглы
- 1986 — Spoza linii świata / Mówca, Tonpress[пол.]
- 1986 — Paryż — Moskwa 17:15 / Odmiana przez osoby, Tonpress[пол.]

## Песни в хит-парадах
| Год  | Название                  | Позиция в хит-параде |
| Год  | Название                  | LP3                  |
| ---- | ------------------------- | -------------------- |
| 1986 | Błagam, nie odmawiaj      | 5                    |
| 1987 | Paryż-Moskwa 17.15        | 1                    |
| 1987 | Kaspar Hauser             | 9                    |
| 1987 | Spoza linii świata        | 25                   |
| 1988 | Przyznaję się do winy     | 3                    |
| 1988 | Nie pytaj o Polskę        | 1                    |
| 1988 | Tak… tak… to ja!          | 1                    |
| 1988 | Podróż do ciepłych krajów | 9                    |
| 1989 | Ja Kain, ty Abel          | 8                    |
| 1991 | Piosenka dla Weroniki     | 3                    |
| 1992 | Zasypiasz sama            | 26                   |
| 1992 | Umarła klasa              | 21                   |